# 立陶宛宗教
立陶宛宗教 （2021年人口普查）
根據2021年的人口普查，立陶宛的主要宗教是基督教，最大的宗派是天主教會。約有77％的基督徒屬於天主教會。 除了天主教會外，基督信仰還有東正教會，福音路德教會，歸正宗和其他新教教派，其他信仰包含猶太教和伊斯蘭教。
2010年歐洲民意調查， 47％的立陶宛公民回答說：“相信有一個天主”，37％回答認為有某種精神或生命力量”，12％不相信有任何形式的精神，神或生命力量。

## 歷史
1923年，獨立不久的立陶宛進行的第一次人口普查，確定了宗教分佈情況：天主教信徒佔85.7％、新教信徒 - 3.8％、 正教會信徒 - 2.7％、猶太人 - 7.7％ 。

## 人口統計
根據20111人口普查：
- 基督徒-82.92％
  - 天主教- 77.2％（2,350,478）
  - 正教會- 4.1％（125,189）
  - 舊禮儀派正教會- 0.8％（23,330）
  - 路德宗- 0.6％（18,376）
  - 歸正宗- 0.2％（6,731）
  - 東儀天主教會（Uniates）- 0.02％（706）
- 穆斯林（遜尼派）-0.1％（2,727）
- 猶太人- 0.04％（1,229）
  - 猶太教卡拉派- 0.01% (310)
- 其他宗教- 0.7% (19,926)
- 無宗教- 6.1% (186,670)
- 無具體說明- 6.1%[6]

## 基督宗教

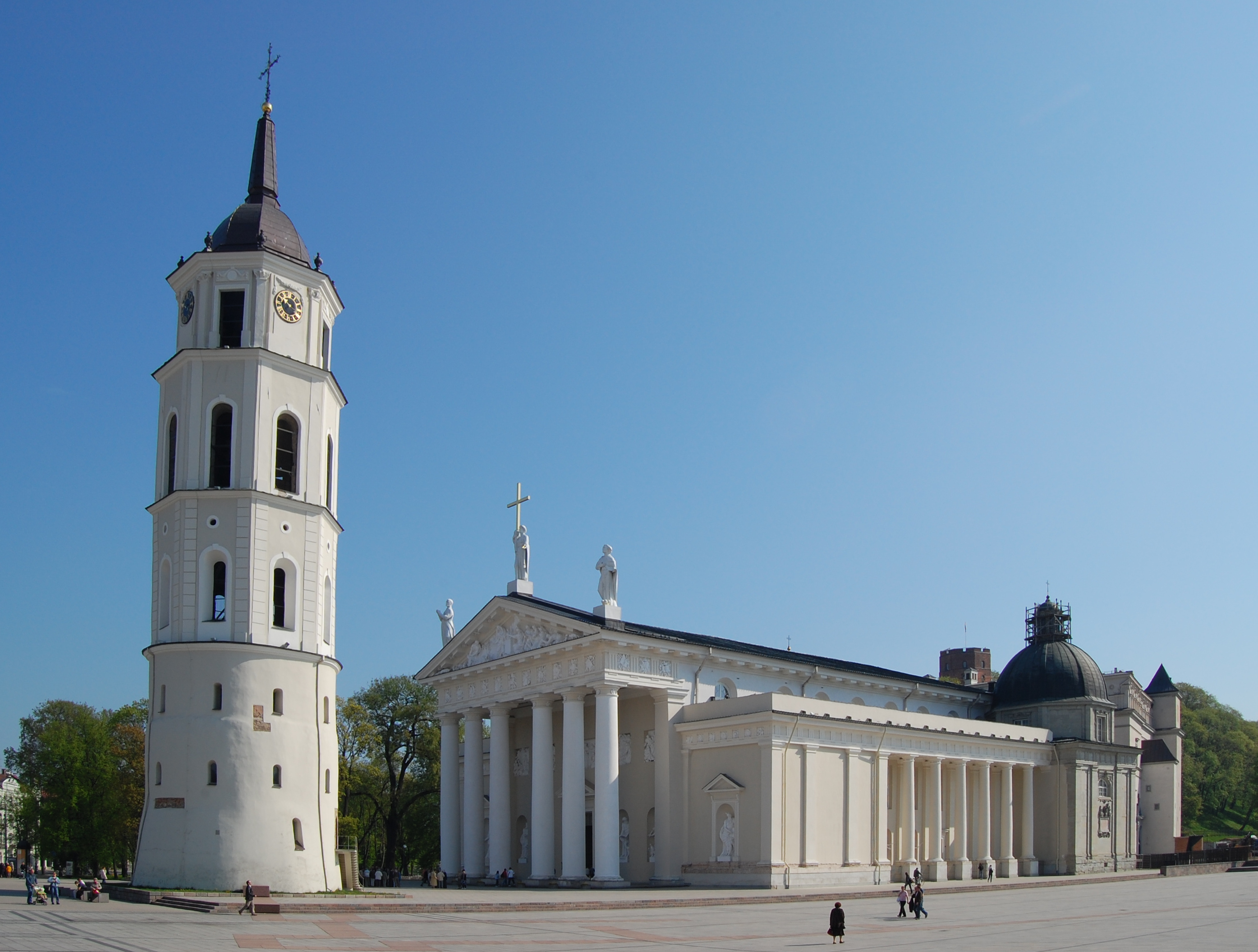
維爾紐斯主教座堂是立陶宛天主教信徒精神生活的核心

### 天主教會
根據2021年人口普查，74.19％的立陶宛人屬於天主教會。自14世紀和15世紀立陶宛基督教化以來，天主教會宣稱在立陶宛有大批信徒。 
立陶宛經歷了俄羅斯帝國和蘇聯統治保留了天主教信仰。

#### 東儀天主教會
立陶宛的東儀天主教會信徒的宗教禮拜場所是位於維爾紐斯的Basilian修道院和聖三一天主堂。過去，這個修道院是多社群使用的，但是現在以烏克蘭人在此進行禮拜居多。

### 東正教會

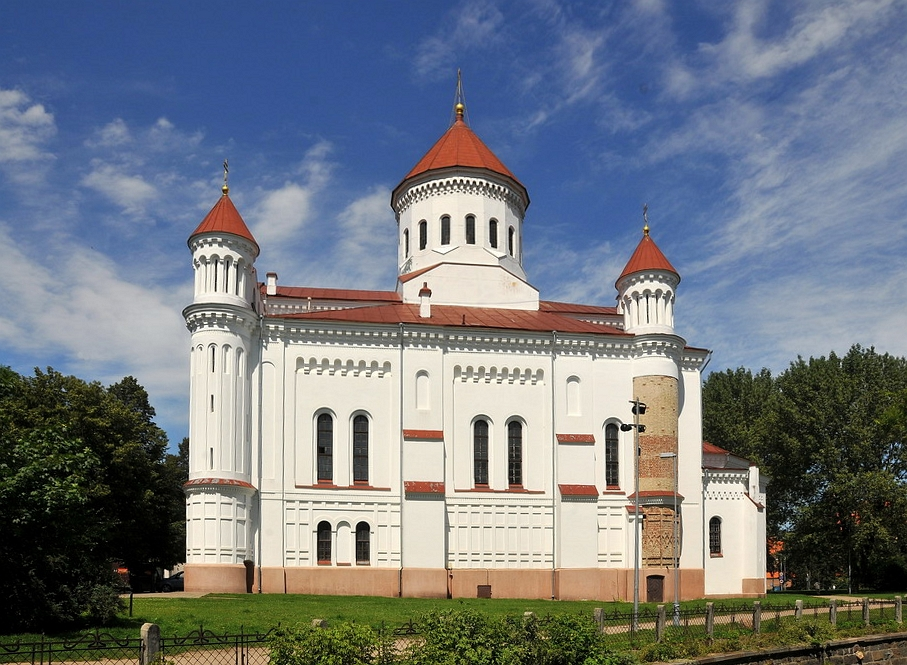
聖母主教座堂

東正教信徒佔立陶宛人口的4.1％，主要是俄裔。

### 新教
新教信徒佔立陶宛人口0.8％（路德宗佔0.6 ％，歸正宗佔0.2％）。根據Losch（1932）的說法，路德宗基督徒佔總人口的3.3％，他們主要是在克萊佩達地區的德裔住民。還有一個小型的歸正宗基督徒（0.5％），現在仍然存在。隨著德裔人口的消失，新教信徒比例已經下降，現今新教分布主要是在立陶宛的北部和西部以及大城市地區。在蘇聯佔領期間，新教信徒和神職人員遭受了極大的迫害，許多人被殺害，遭到酷刑或驅逐到西伯利亞。自1990年以來福音派已經在立陶宛建立了教會。

#### 路德宗

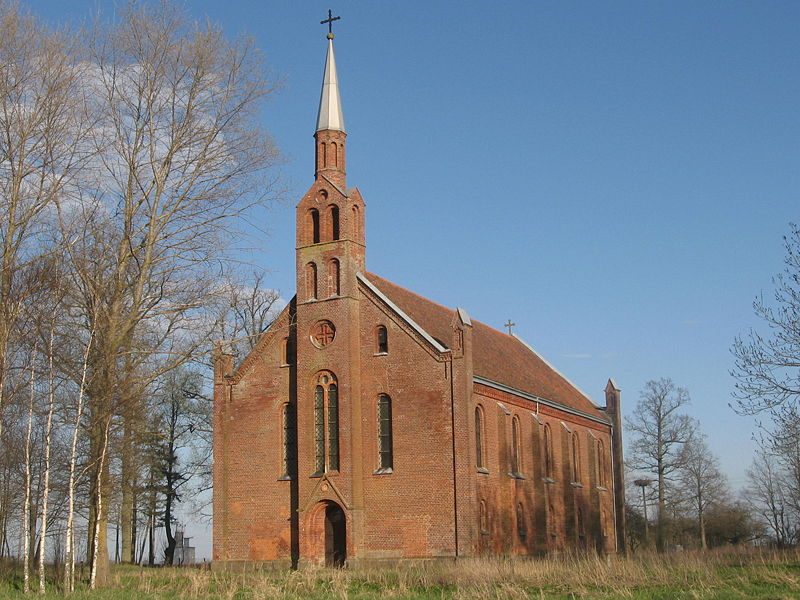
Vyžiai的路德宗教堂

新教基督徒佔立陶宛人口的0.8％，其中有0.56％屬於立陶宛福音路德教會。
立陶宛路德宗的歷史可以追溯到十六世紀，主要影響德國統治區域立窩尼亞和東普魯士。
自從1945年以來，由於世俗化緣故，路德宗在立陶宛影響已經大不如前。

#### 歸正宗（加爾文主義）

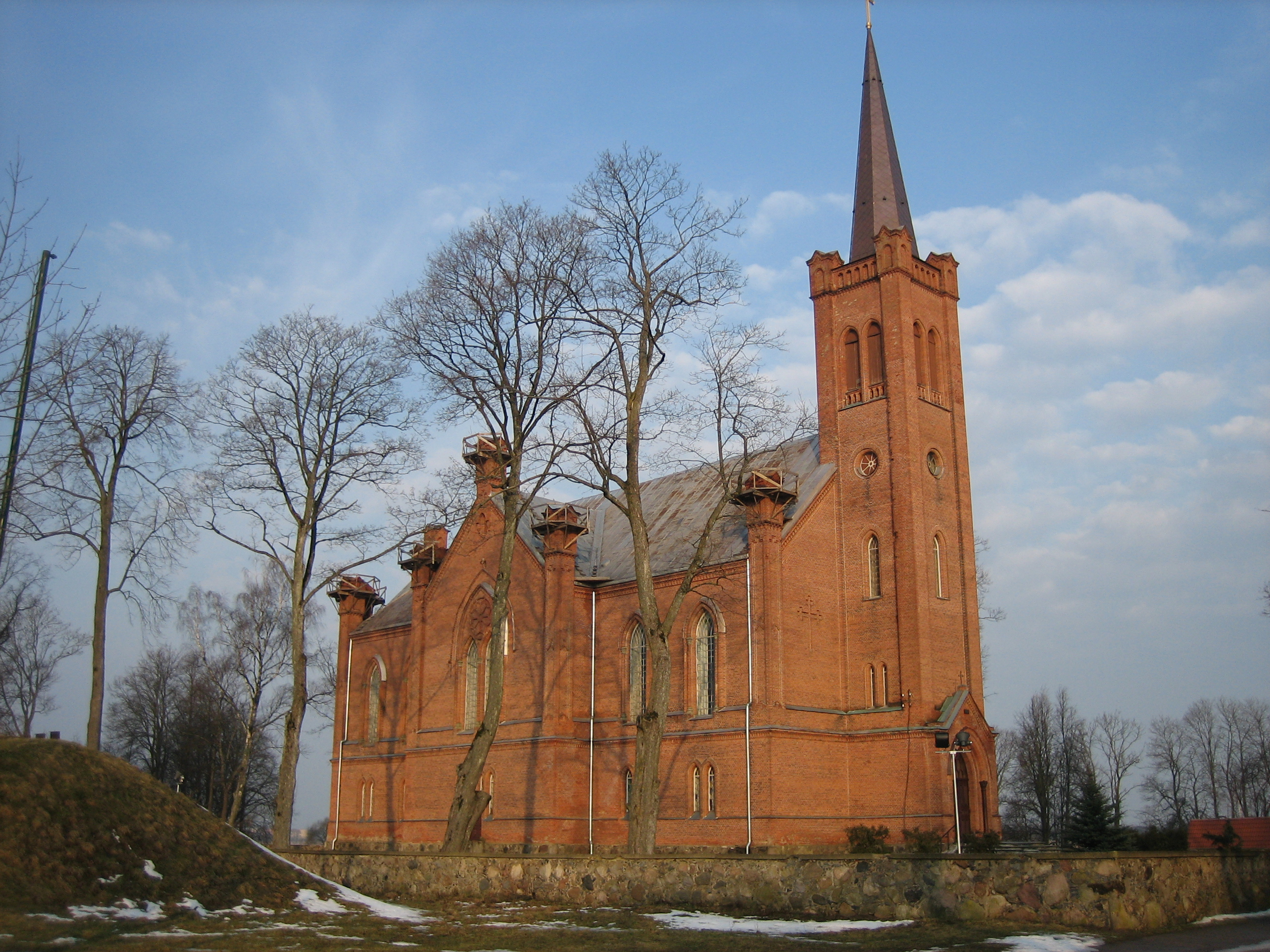
比爾扎伊的歸正宗教堂

立陶宛福音歸正教會成立於1557年，目前屬於普世改革宗教會和普世歸正宗團契的成員。

#### 其他新教教派
自1990年以來各個新教教會在立陶宛建立，包括聯合循道會，浸信會和門諾會 。

## 伊斯蘭教

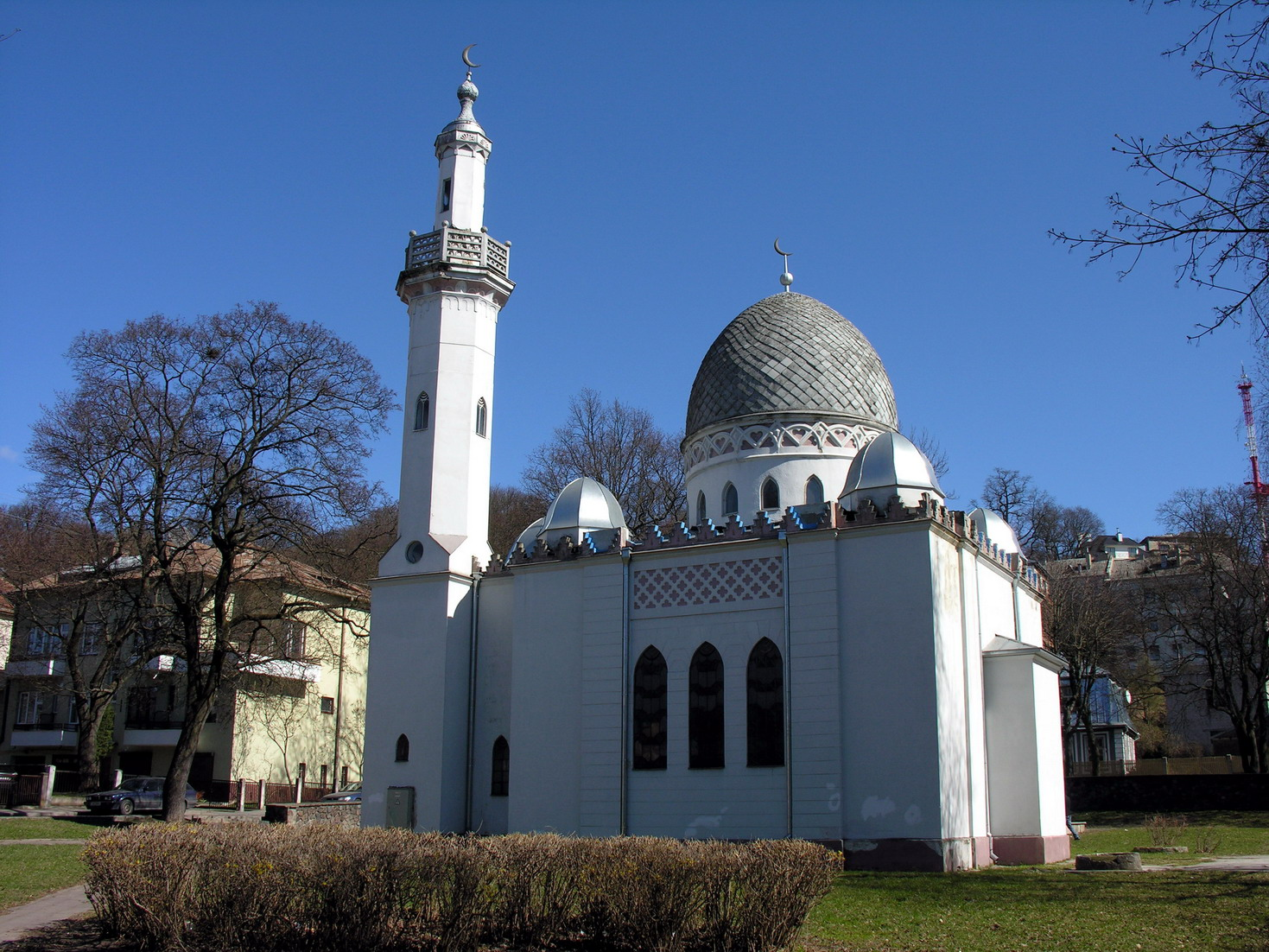
考那斯清真寺

立陶宛伊斯蘭教存在的歷史悠久，不像許多其他東歐和北歐國家。中世紀的立陶宛大公國和波蘭立陶宛聯邦，有少數穆斯林生活在國內，主要是維陶塔斯時期脫脫迷失帶去的韃靼人。現在被稱為立陶宛韃靼人，隨著時間的推移不再講韃靼語，現在講立陶宛語，但他們保持著伊斯蘭教作為他們的宗教。

## 猶太教

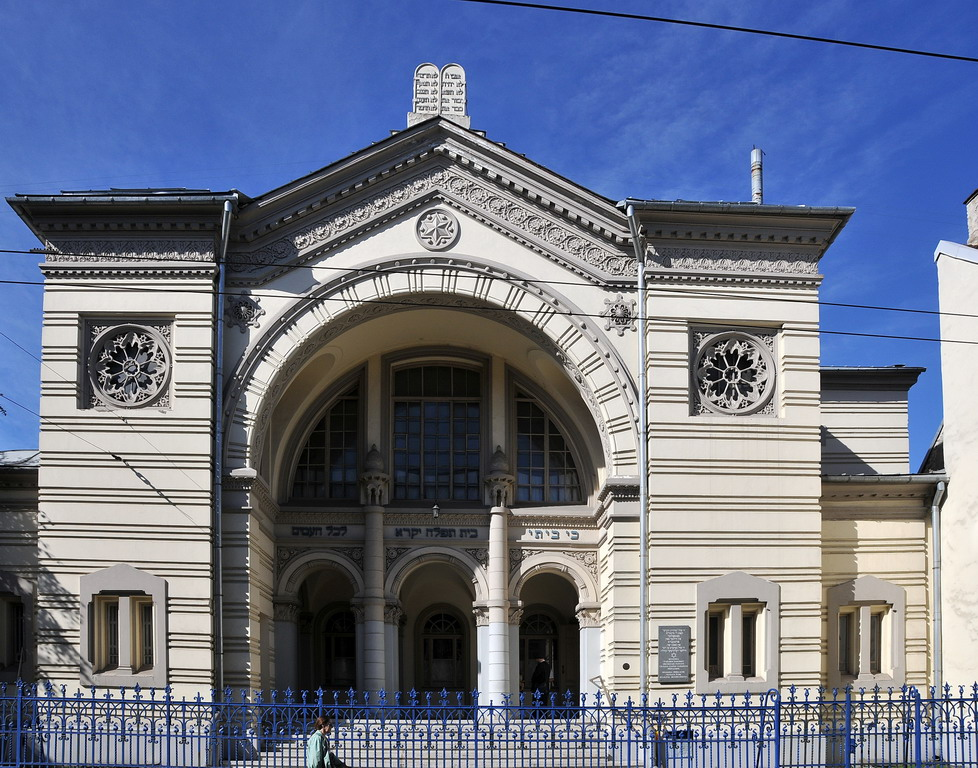
合唱猶太會堂 (維爾紐斯)

立陶宛猶太社群的根源可以追溯到立陶宛大公國之前。立陶宛歷史上有大型猶太社群存在過，納粹德國入侵立陶宛時發生了立陶宛猶太人大屠殺，猶太社群在立陶宛幾乎銷聲匿跡。第二次世界大戰前，立陶宛猶太人人口為大約有16萬，佔總人口的7％左右。
根據2001年人口普查，立陶宛有1272名猶太教徒。2005年人口普查期間，立陶宛約有4000名猶太人被計入。

## 立陶宛異教（Romuva）
立陶宛是歐洲最後一個異教國家，在14世紀時基督宗教成為主要宗教。建立於1967年的新異教運動Romuva試圖重建和復興立陶宛異教。